# Gaultheria eriophylla
Gaultheria eriophylla är en ljungväxtart som först beskrevs av Persoon, och fick sitt nu gällande namn av Carl Friedrich Philipp von Martius. Gaultheria eriophylla ingår i släktet Gaultheria och familjen ljungväxter. Inga underarter finns listade i Catalogue of Life.